# Horváth Béla (orvos)
Gherémi Horváth Béla (Hejőcsaba, 1894. október 14. – Budapest, 1968. május 25.) magyar orvos, szemész, egyetemi tanár.

## Élete
Horváth Béla 1894-ben született Hejőcsabán református családban, Horváth Jenő MÁV-alkalmazott és Székely Katalin fiaként. 1912-ben érettségizett a Miskolci Református Főgimnáziumban, majd a Budapesti Tudományegyetem Orvostudományi Karára iratkozott be. Az első világháborúban 1917-től 1918-ig frontszolgálatot teljesített, közben 1918-ban szerezte meg orvosdoktori diplomáját. A frontra visszatérve olasz hadifogságba esett, ahonnan 1919-ben térhetett haza.
1919 és 1924 között a Pázmány Péter Tudományegyetem III. sz. Szemészeti Klinikájának gyakornoka, illetve egyetemi tanársegéde, majd 1939-ig egyetemi adjunktusa volt. 1925-ben a szemészeti diagnosztika tárgykörben magántanári képesítést szerzett és az egyetem magántanára, majd 1934-ben a szemészet címzetes nyilvános rendkívüli tanára lett. 1935-től a Magyar Szemorvos Társaság alelnöke, 1939 és 1940 között az Állami Szemkórház igazgatója volt. 1940-től 1944-ig a Kolozsvári Magyar Királyi Ferenc József Tudományegyetem Szemészeti Klinikáján a szemészet nyilvános rendes tanáraként és a Klinika igazgatójaként dolgozott, emellett 1943-tól 1944-ig az Orvostudományi Kar dékánja is volt. 1940 és 1944 között a Magyar Orvosok Nemzeti Egyesülete (MONE) Kolozsvári Fiókjának elnöke volt, valamint tagja volt a Frontharcos Szövetségnek is.
1944 őszén Budapestre, majd a vele tartó hallgatókkal Wrocławba, később Halléba utazott, ahol a szemklinikán dolgozott. A második világháborút követően visszatért Magyarországra, de jobboldali magatartása miatt nem igazolták. 1948-ban a barcsi járás trachomafelügyelője lett, majd 1949 és 1964 között a Barcsi Kórház Szemészeti Osztályának osztályvezető főorvosa, valamint 1950-től 1964-ig a kórház igazgatója volt.
Főleg a röntgensugár diagnosztikus és terápiás hatásával, műtéti problémákkal, a hályogműtéteket biztosító varratszisztéma kidolgozásával és újabb műtéti műszerek alkalmazásának indoklásával, valamint szemtuberkulózissal, illetve a szemészeti idegentestek lokalizációjával és műtéti eltávolításával foglalkozott.
1968-ban hunyt el Budapesten, a Farkasréti temetőben nyugszik. Sírját 2004-ben a Nemzeti Emlékhely és Kegyeleti Bizottság védetté nyilvánította.

## Főbb művei
- Tapasztalatok a szemészeti röntgentherápia köréből (Bp., 1927)
- A szürkehályog és annak modern gyógyítása (Bp., 1939)
- A trachoma és jelentősége Magyarországon (Bp., 1942)